# Saint-Nicolas-de-Macherin
Saint-Nicolas-de-Macherin este o comună în departamentul Isère din sud-estul Franței. În 2009 avea o populație de 888 de locuitori.

## Evoluția populației
| An        | 1975 | 1982 | 1990 | 1999 | 2006 | 2009 |
| --------- | ---- | ---- | ---- | ---- | ---- | ---- |
| Populație | 389  | 518  | 615  | 782  | 863  | 888  |